# Cento ragazze e un marinaio
Cento ragazze e un marinaio (Girls! Girls! Girls!) è un film del 1962 diretto da Norman Taurog ed interpretato dal famoso cantante statunitense Elvis Presley.

## Trama
Ross Carpenter, pilota di battelli a noleggio, cerca di racimolare i soldi per comprarsi una barca che lui stesso con suo padre (poi morto) costruirono insieme. Così Ross trova un secondo lavoro come cantante in un night club dove già lavora Robin alla quale è legato. Lì conosce la bella Laurel, figlia di un miliardario, che compera il battello per regalarglielo, ma quest'ultimo si sente offeso e non accetta poiché la considera una carità. Laurel va alla ricerca di Ross per spiegargli tutto, ma viene importunata dall'uomo che guida il battello. Ross, avvisato dai suoi amici pescatori, interviene salvandola. Sposa così la giovane Laurel e decide di costruirsi una nuova barca.

## Produzione

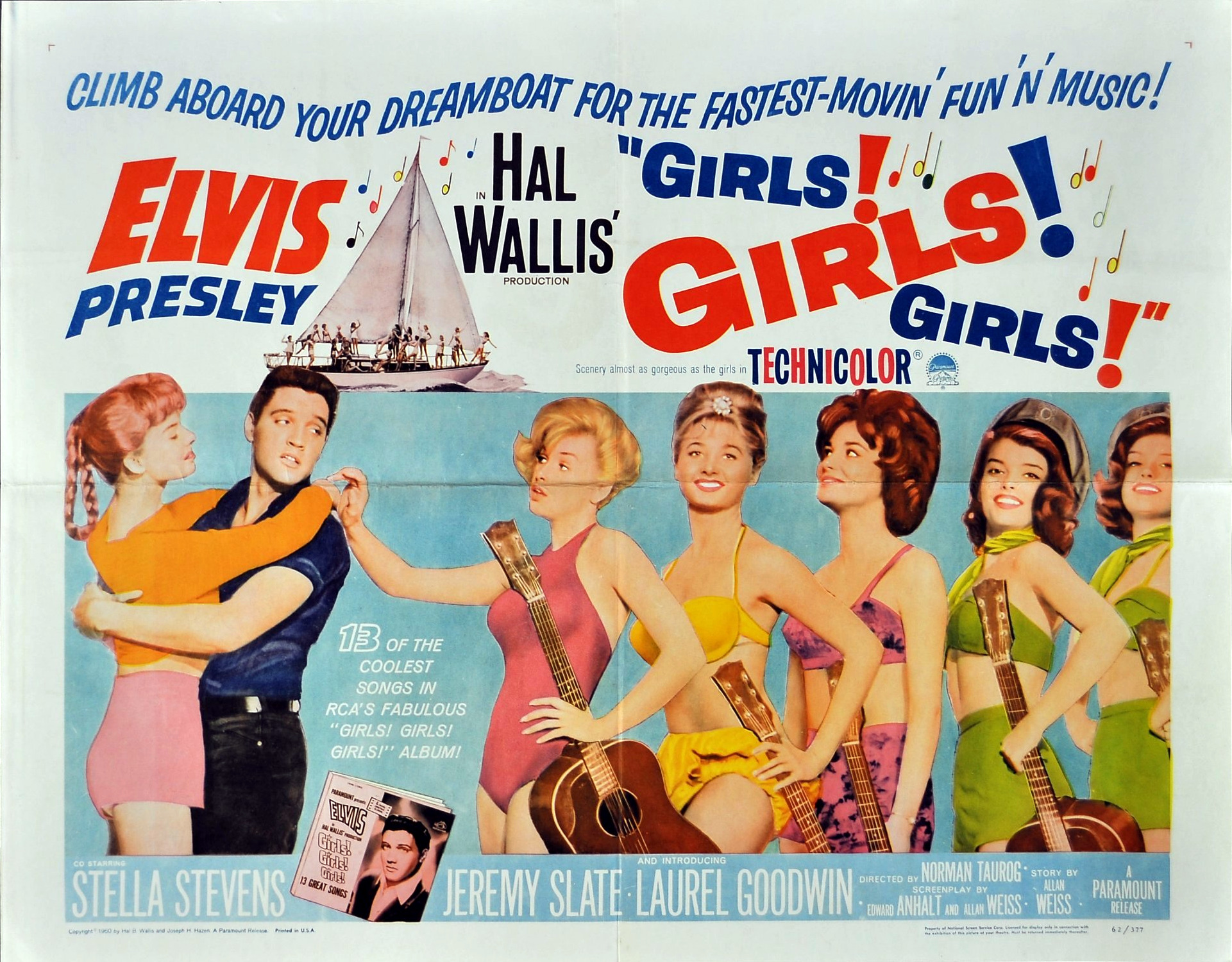
Una locandina del film

Il film fu prodotto dalla Hal B. Wallis Productions e venne girato dal 7 aprile al maggio 1962, negli Studi Paramount di Hollywood con esterni alle isole Hawaii.

## Colonna sonora
I brani del film sono: Girls! Girls! Girls!; I Don't Wanna Be Tied; We'll Be Together; A Boy Like Me, A Girl Like You; Earth Boy (cantata con Ginny Tiu & Elizabeth Tiu); Return To Sender; Because Of Love; Thanks To The Rolling Sea; Song Of The Shrimp; The Walls Have Ears; We're Coming In Loaded; Dainty Little Moonbeams.
Gran parte dei brani vennero pubblicati all'epoca sull'album Girls! Girls! Girls! (LPM/LSP 2426).
Venne anche realizzato un singolo con i brani Return to Sender e Where Do You Come From, pubblicato prima dell'LP. In Italia venne realizzato un altro singolo con i brani The Walls Have Ears / I Don't Wanna Be Tied.
Nel film si ascoltano anche tre brani (Never Let Me Go; The Nearness Of You; Baby, Baby, Baby) eseguiti da Stella Stevens, in realtà doppiata da Gilda Maiken, che incise altri due brani poi non utilizzati: Dissertation On The State Of Bliss (Love And Learn) e Love Is A Lonely Thing). Reperibili sul bootleg "Chicas !!! Chicas !!! Chicas !!!".
Elvis incise anche altri tre brani con relative scene girate, poi escluse nel montaggio finale: I Dont Want To, Plantation Rock, Where Do You Come From, Mama; l'ultimo titolo venne incluso nel film ma nell'interpretazione dei The Amigos.
La colonna sonora venne ripubblicata nel 1993 sul CD "Kid Galahad And Girls! Girls! Girls!" (serie Double Feature): oltre i brani dell'LP originale vennero aggiunte come bonus Mama (cantata da Elvis), Plantation Rock, Dainty Little Moonbeams e Girls! Girls! Girls! (versione dei titoli di coda), fino a quel momento ancora inedite.
Nel 2007 venne ristampato con copertina originale e con l'aggiunta delle bonus tracks del 1993 e di 15 versioni alternative dei brani originali.

## Distribuzione
Distribuito dalla Paramount Pictures nelle sale cinematografiche USA il 21 novembre 1962 (prima Honolulu 31 ottobre 1962). In Italia fu distribuito nel luglio del 1963.

## Accoglienza
Il 28 novembre 1962, nella classifica del settimanale americano Variety il film salì fino al 6º posto, ed incassò 2.600.000 dollari nelle prime 6 settimane.